# Élections municipales québécoises de 1999
Les élections municipales québécoises de 1999 sont les scrutins tenus en novembre 1999 dans certaines municipalités du Québec. Elles permettent de déterminer les maires et/ou les conseillers de ces municipalités.
Les élections ont notamment lieu à Bécancour et Gatineau.